# Peter Hitchens
Peter Jonathan Hitchens, född 28 oktober 1951 i Sliema, Malta, är en paleokonservativ brittisk författare och utrikeskorrespondent. Hitchens är också känd som kolumnist på den brittiska dagstidningen Daily Mail. Han är bror till religionskritikern Christopher Hitchens.

## Liv
Peter Hitchens föddes på Malta, där hans far – en brittisk marinofficer – var utstationerad. Likt brodern var Peter i sin ungdom övertygad trotskist och ateist och medlem i Socialist Workers Party. Han gick med i Labourpartiet men de kommande åren kom han att omvärdera sitt politiska ställningstagande och lämnade partiet 1983 i samband med att han blev anställd som politisk reporter på den konservativa dagstidningen Daily Express. Där verkade han också under en längre tid som utrikeskorrespondent, och rapporterade bland annat från det kollapsande östblocket vid kalla krigets slut. År 2000 lämnade han Daily Express för Daily Mail, där han skriver kolumner i söndagsupplagan.
I takt med att Peter förändrade sin politiska världsbild blev förhållandet till brodern Christopher alltmer ansträngt. Den senare var en övertygad ateist, liberal och varm anhängare av den neokonservativa Bushadministrationens krig i Mellanöstern, medan Peter själv blivit troende kristen, paleokonservativ och starkt kritisk till de amerikansk-brittiska krigen. Bröderna bröt den personliga kontakten 2001, men möttes ofta i mediesammanhang för att debattera aktuella frågor.